# Pițigoi de Himalaya
Pițigoiul de Himalaya (Machlolophus xanthogenys) este o specie de pasăre din familia pițigoilor Paridae nativă în Himalaya.
Pitigoiul de Himalaya a fost anterior una dintre numeroasele specii din genul Parus, dar a fost mutat în genul Machlolophus după ce o analiză filogenetică moleculară publicată în 2013 a arătat că membrii noului gen au format o cladă distinctă.

## Galerie

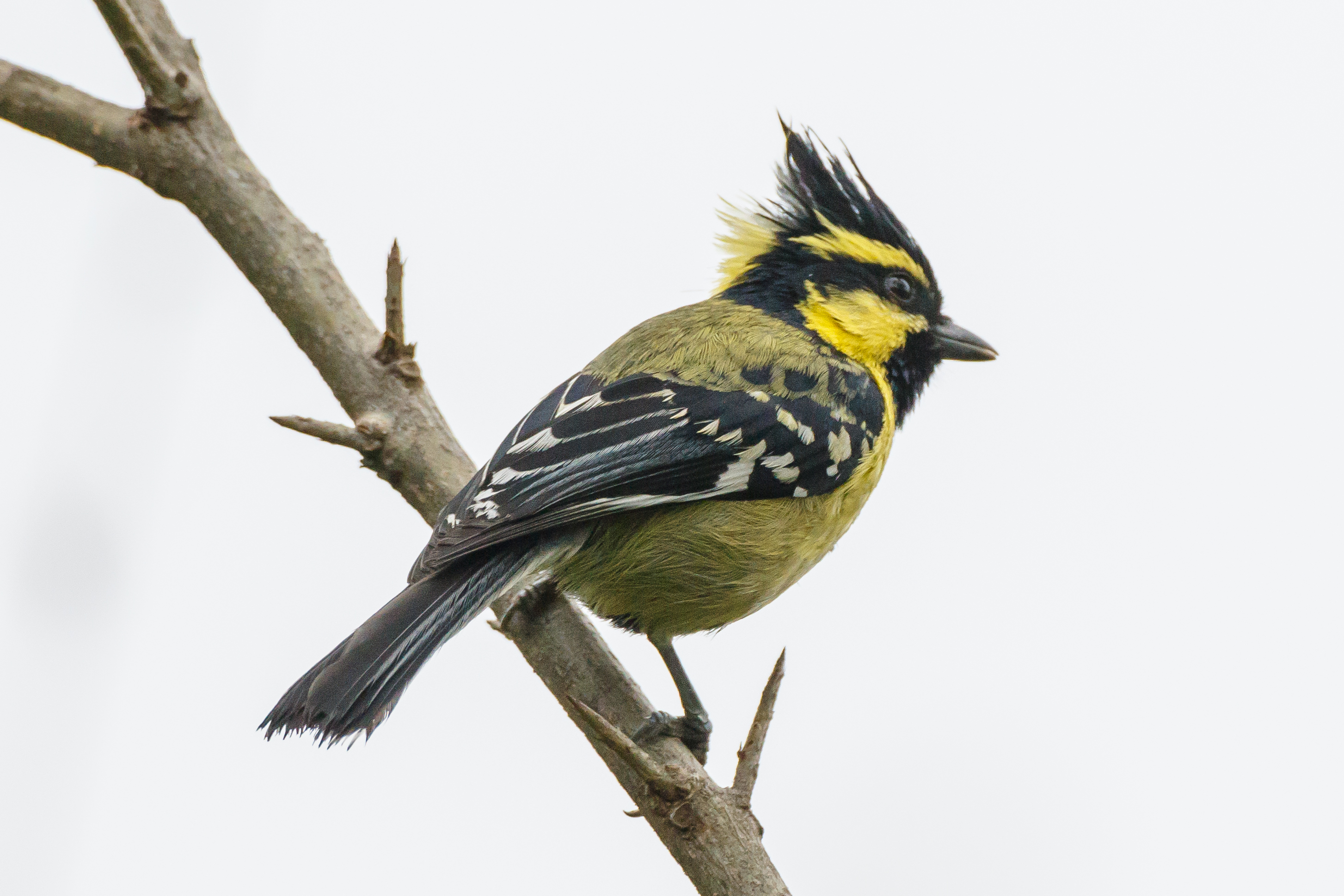
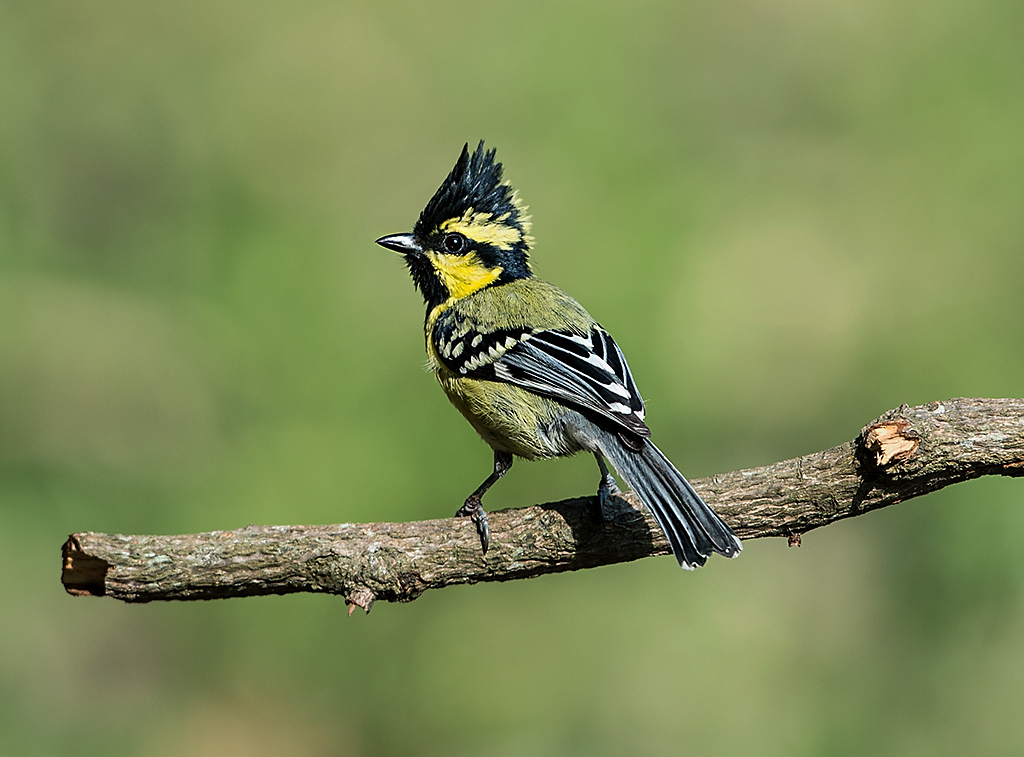
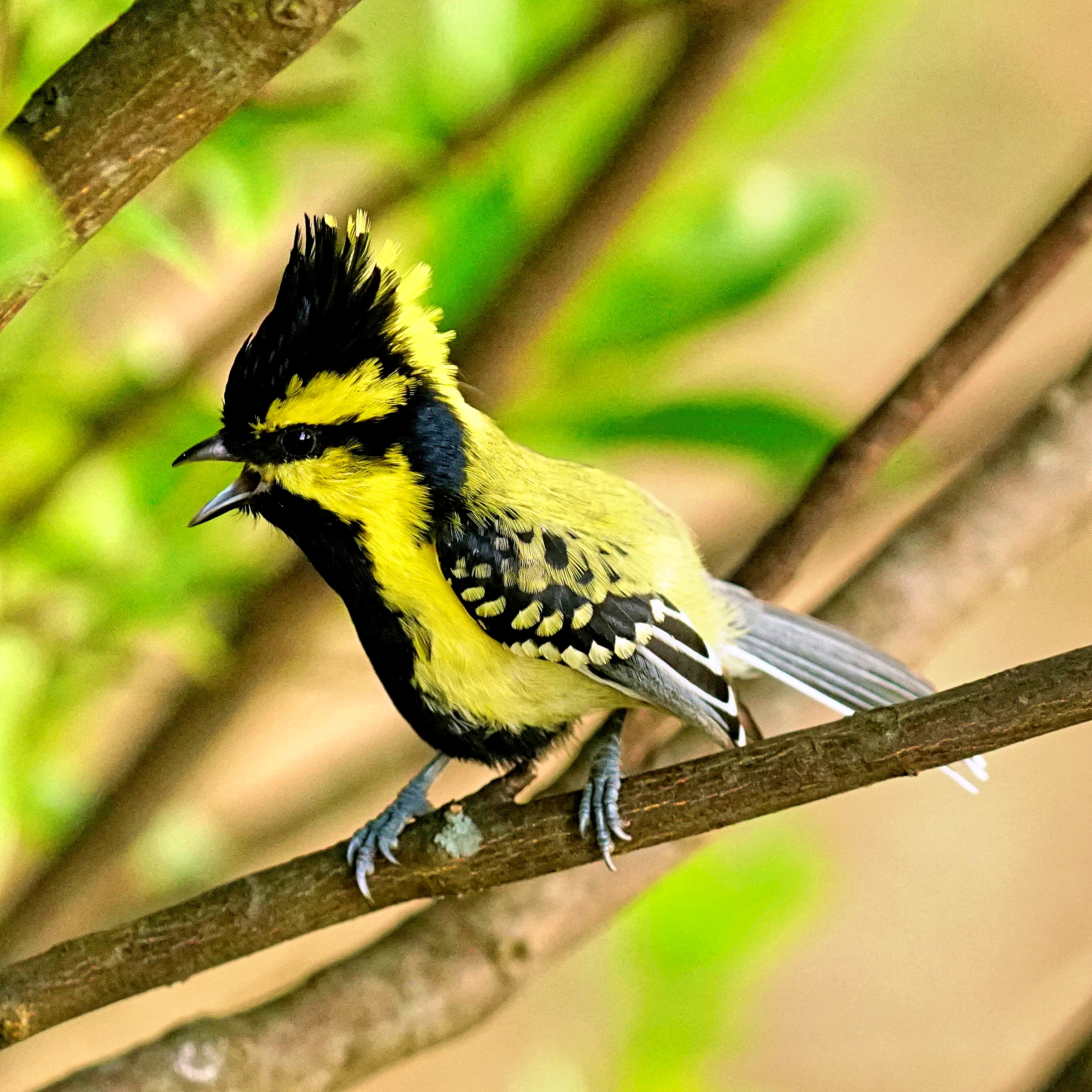
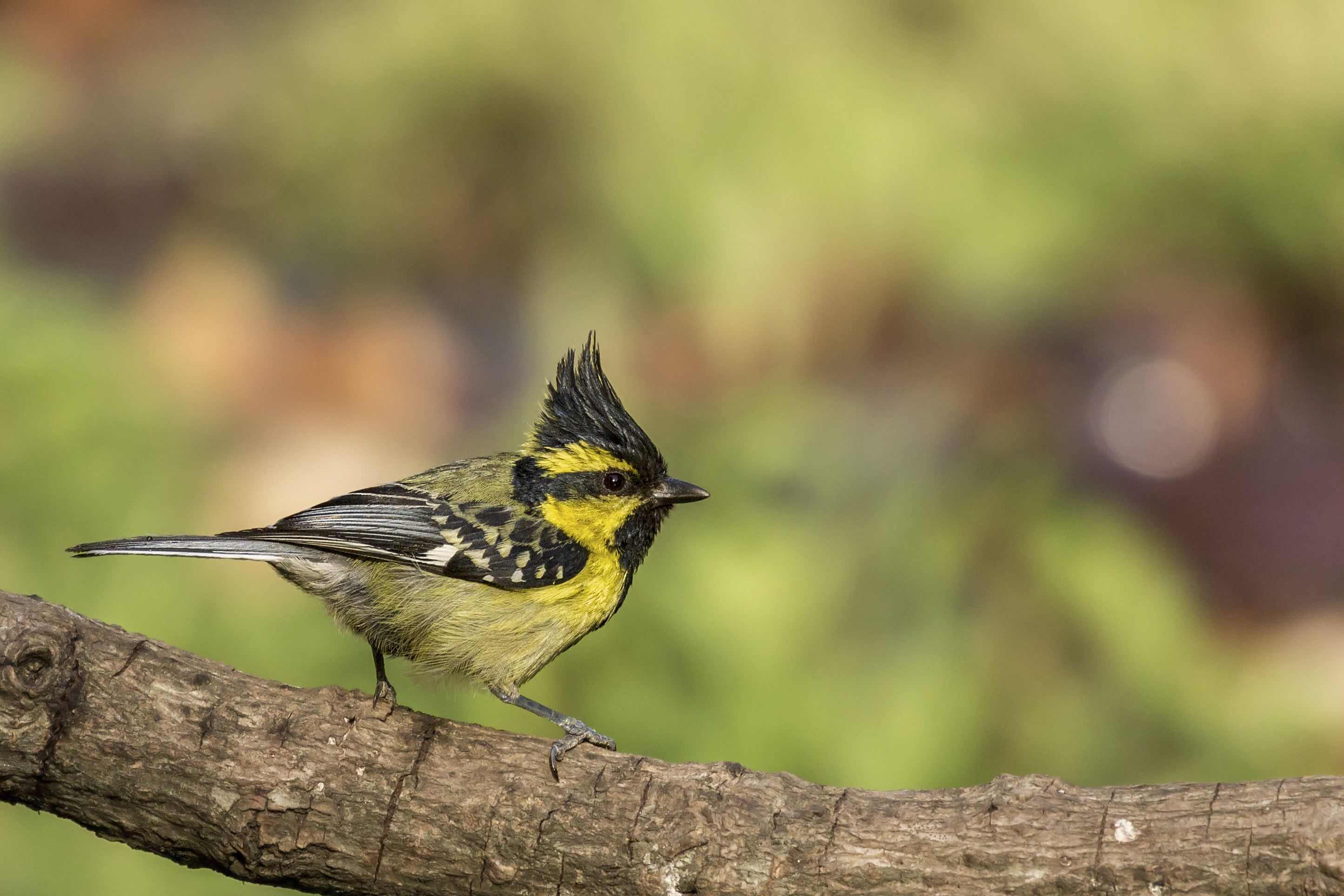
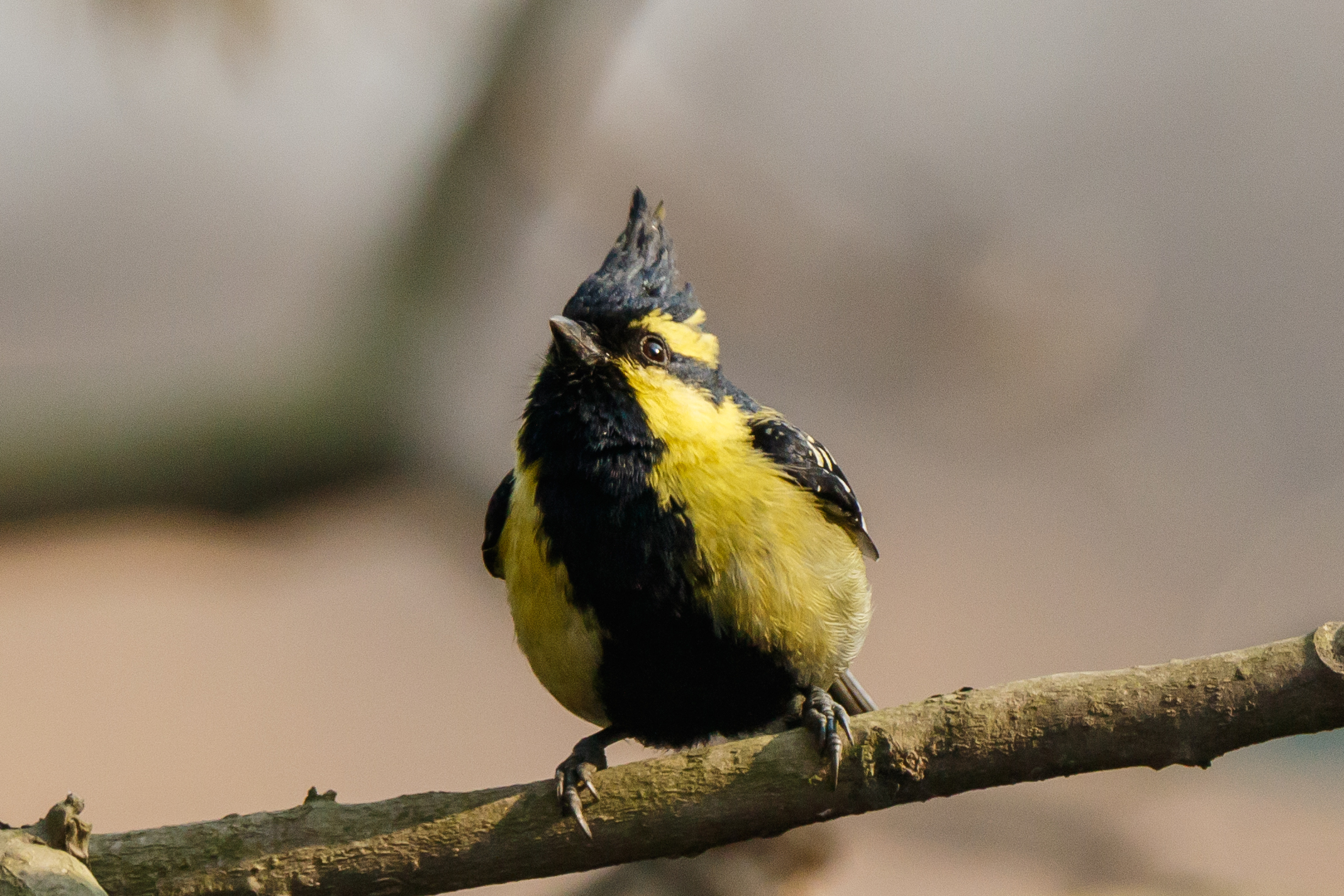
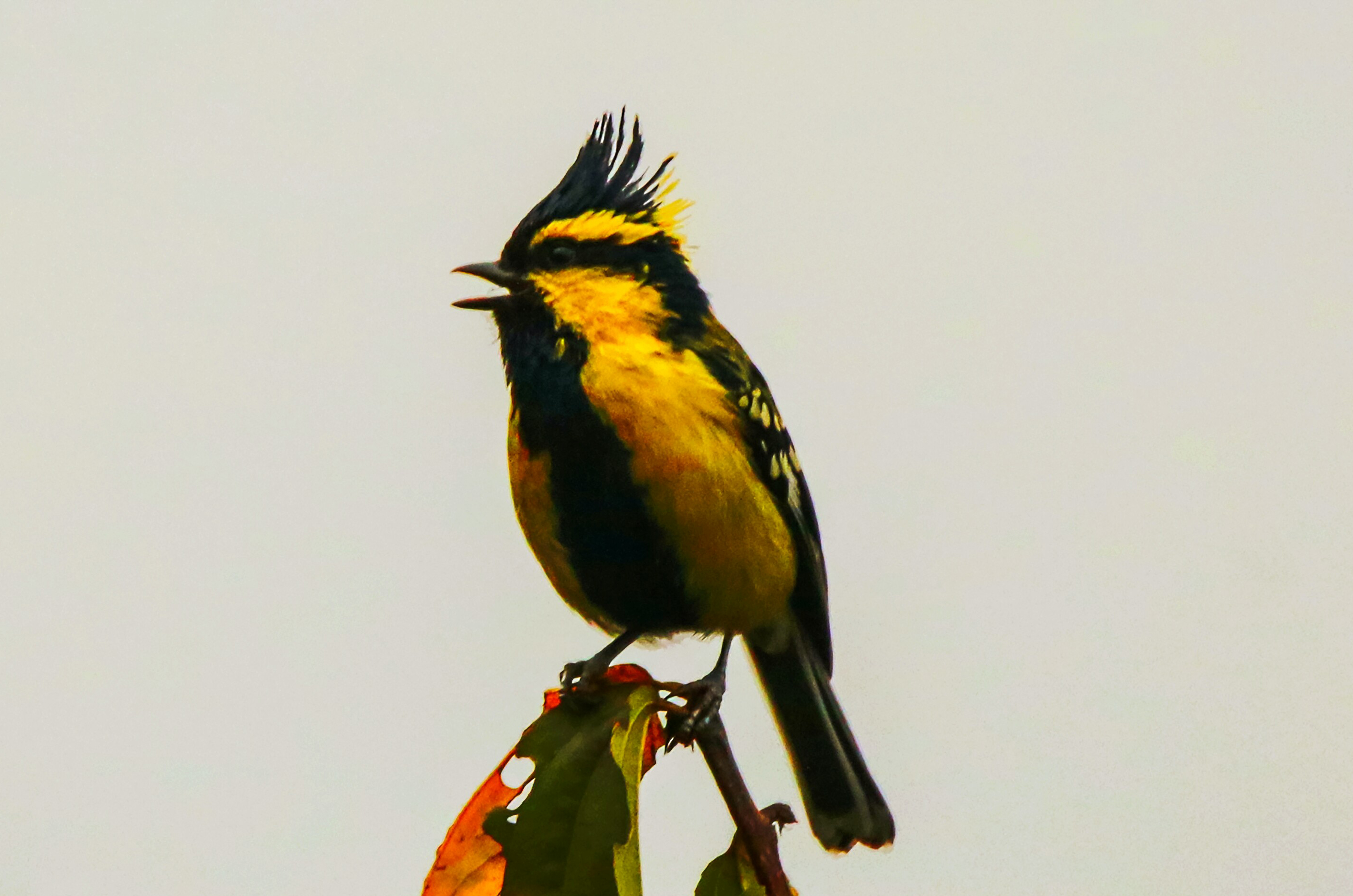